# Sebastian Wegmayr

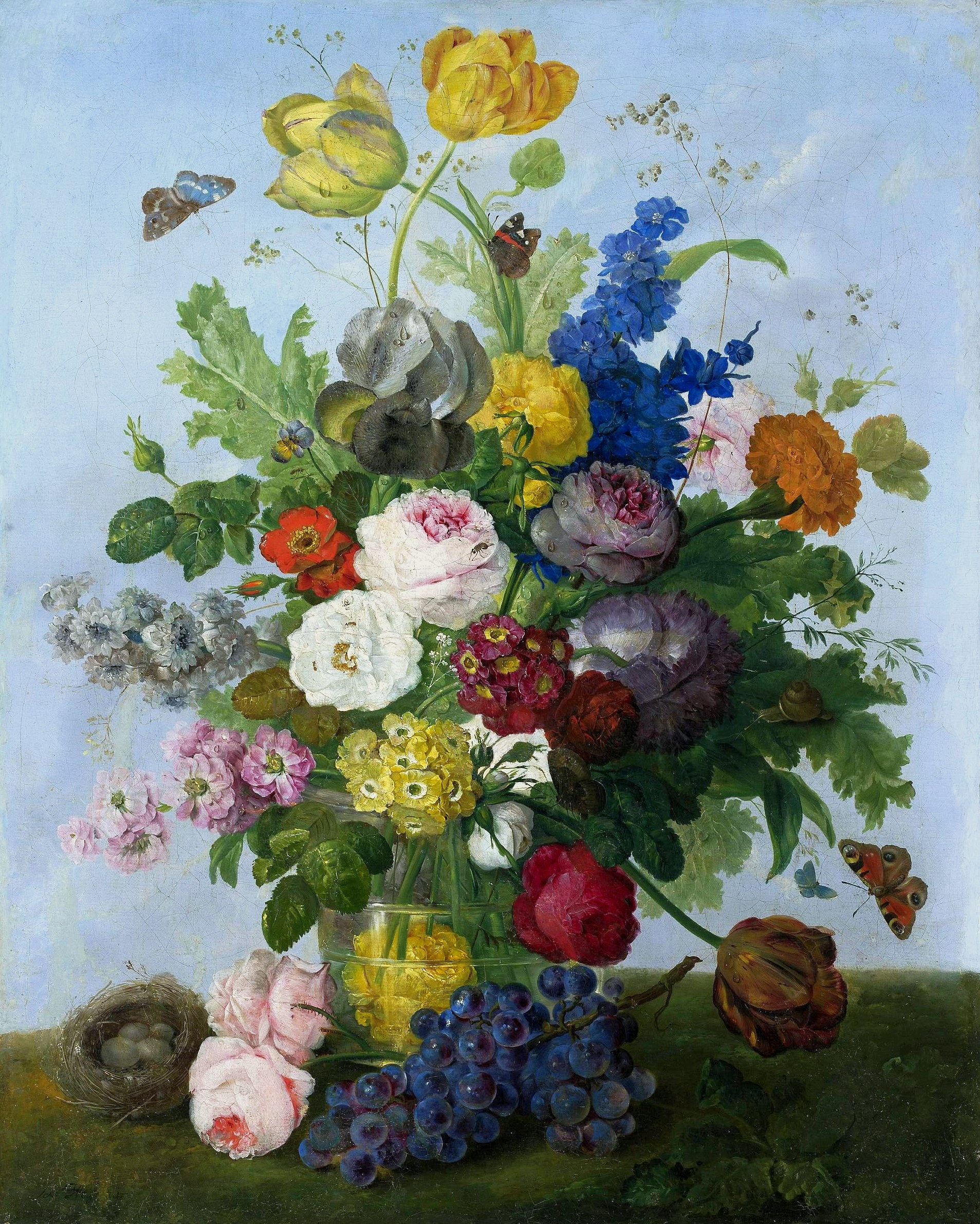
Großes Blumenstück mit Vogelnest

Sebastian Wegmayr (* 7. Februar 1776 in Wien; † 20. November 1857 ebenda) war ein österreichischer Blumenmaler der Biedermeierzeit.
Nach seinem Studium von 1797 bis 1805 an der Akademie der bildenden Künste Wien bei Johann Baptist Drechsler wurde Wegmayr 1807 Korrektor an der Manufakturzeichenschule der Akademie und 1812 Professor der Blumenmalerei als Nachfolger des 1811 verstorbenen Drechslers und bekleidete diesen Posten bis 1850. Wegmayr erhielt für seine Verdienste den Titel eines k. k. akademischen Rates. Ab 1830 nahm Wegmayr auf den Ausstellungen der Akademie teil.